# Gårdsby socken
Gårdsby socken i Småland ingick i Norrvidinge härad ( med en del före 1889 i Uppvidinge härad och en del före 1865 i Konga härad) i Värend, ingår sedan 1971 i Växjö kommun och motsvarar från 2016 Gårdsby distrikt i Kronobergs län.
Socknens areal är 113,18 kvadratkilometer, varav land 90,54. År 2000 fanns här 2 732 invånare. En del av Växjö med stadsdelen Sandsbro samt kyrkbyn Gårdsby med sockenkyrkan Gårdsby kyrka ligger i socknen. 

## Administrativ historik
Gårdsby socken har medeltida ursprung. Kyrkan i Gårdsby omtalas 1282 ('ecclesie in garzby').
Tveta fjärding (Tveta by, Helgaryd, Björnamo och Almshult), som tillhörde Furuby socken i Konga härad i administrativt och judiciellt hänseende men Gårdsby i kyrkligt, överfördes 1 januari 1865 till Gårdsby och Norrvidinge även i administrativt och judiciellt hänseende. Åreda by, som tillhörde Gårdsby kyrksocken och kommun men Dädesjö socken i Uppvidinge härad i administrativt och judiciellt hänseende, överfördes 1 januari 1888 i alla hänseenden till Gårdsby och Norrvidinge. Skattelägenheten Laggahemmet, som också tillhörde Gårdsby kyrksocken och kommun men Dädesjö socken i övriga hänseenden, överfördes 1 januari 1889 till Gårdsby i alla hänseenden.
Vid kommunreformen 1862 övergick socknens ansvar för de kyrkliga frågorna till Gårdsby församling och för de borgerliga frågorna till Gårdsby landskommun.  Denna senare inkorporerades 1952 i Rottne landskommun som sedan 1971 uppgick i Växjö kommun.
1 januari 2016 inrättades distriktet Gårdsby, med samma omfattning som församlingen hade 1999/2000.  
Socknen har tillhört samma fögderier och domsagor som Norrvidinge härad. De indelta soldaterna tillhörde Kronobergs regemente, Norrvidinge kompani.

## Geografi
Gårdsby socken ligger öster om Helgasjön, norr om Toftasjön och sydväst om Innaren. Socknen är en starkt kuperad skogs- och odlingsbygd med många småsjöar. Högsta punkt ligger 238 meter över havet.

## Fornminnen

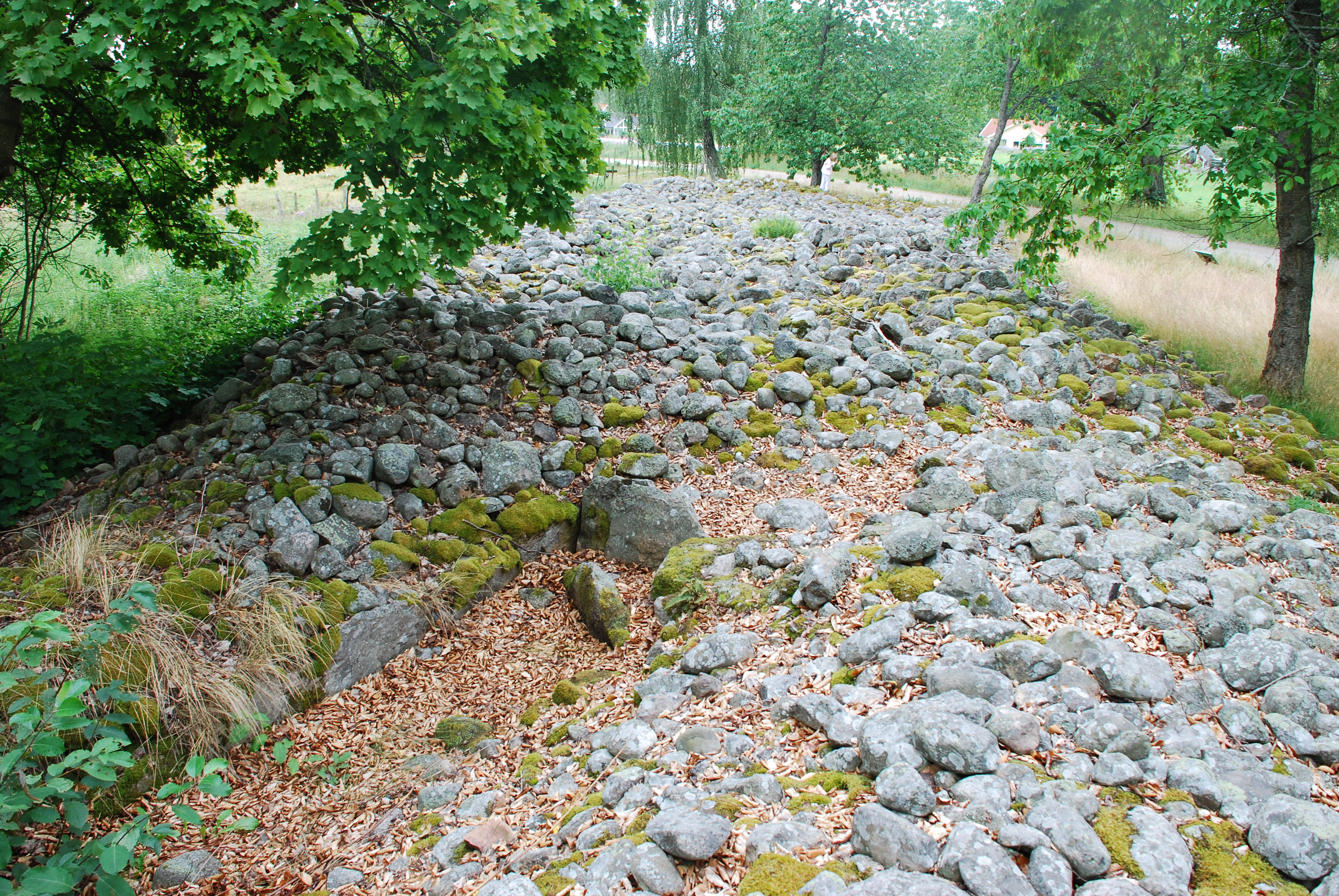
Långarör, ett 60 meter långt gravröse

Tolv hällkistor, över 50 rösen från bronsåldern, varav ett unikt 60 meter långt, och flera järnåldersgravfält finns här. Lämningar efter fornborgen Gripeberg finns vid Gårdsby. Det finns också offerkällor vid Gasslanda och Norra Åreda.

## Namnet
Namnet (1282 Garxby), taget från kyrkbyn, innehåller förledet gardher, inhägnad plats och efterledet by.

## Idrott
Gårdsby IK är en allsidig förening ursprungligen från Gårdsby.

## Kända personer från Gårdsby socken
- Joannes Baazius d.ä.
- Klas Karlsson
- Knut Knutson
- Stefan "Lill-Lövis" Johansson

### Fotnoter
1. 1 2 3  Svensk Uppslagsbok andra upplagan 1947–1955: Gårdsby socken
2. 1 2  Harlén, Hans; Harlén Eivy (2003). Sverige från A till Ö: geografisk-historisk uppslagsbok. Stockholm: Kommentus. Libris 9337075. ISBN 91-7345-139-8
3. ↑  ”Registerkort:”. Institutet för språk och folkminnen. http://www4.sprakochfolkminnen.se/NAU/bilder/_s2gx001/205207a1/p1/0000001a.pdf.
4. ↑  Kyrkoarkivet för  Gårdsby socken – Nationella arkivdatabasen, Riksarkivet
5. ↑  Administrativ historik för Gårdsby socken (Klicka på församlingsposten). Källa: Nationella arkivdatabasen, Riksarkivet.
6. 1 2  Sjögren, Otto (1931). Sverige geografisk beskrivning del 2 Östergötlands, Jönköpings, Kronobergs, Kalmar och Gotlands län. Stockholm: Wahlström & Widstrand. Libris 9939
7. 1 2 3  Nationalencyklopedin
8. ↑  Fornlämningar, Statens historiska museum: Gårdsby socken
9. ↑  Fornminnesregistret, Riksantikvarieämbetet: Gårdsby socken Fornminnen i socknen erhålls på kartan genom att skriva in sockennamn (utan "socken") i "Ange geografiskt område"
10. ↑  Gårdsby IK / Värend GN